# Williamsburg (Brooklyn)
 For alternative betydninger, se Williamsburg. (Se også artikler, som begynder med Williamsburg)
Williamsburg er et nabolag i Brooklyn i New York City. Nabolaget grænser op til Greenpoint mod nord, Bedford-Stuyvesant til syd; Bushwick og East Williamsburg til øst, og til East River til vest. Ved folketællingen i 2020 havde nabolaget en befolkning på 151.308. I slang kendes nabolaget som The WillieB, The Burg og Billyburg.
Siden slutningen af 1990'erne har Williamsburg oplevet en markant gentrificering karakteriseret ved opblomstring af kunst, kultur og natteliv. Bydelen bebos af en række forskellige etniske grupper, herunder italienere, jøder, latinoer, polakker, puertorikanere og dominikanerne.
Nabolaget var en uafhængig by indtil 1855, da byen blev indlemmet i Brooklyn. Ved indlemmelsen ændrede byen navn fra Williamsburgh (med "h") til Williamsburg.

## Historie
Det Nederlandske Vestindiske Kompagni købte i 1638 området fra de oprindelige indbyggere. I 1661 blev byen Boswijck grundlagt, hvilken by med omkringliggende områder senere blev til Williamsburgh. Da England overtog Ny Nederland i 1664, blev byens navn ændret til Bushwick. Området var frem til begyndelsen af 1800-tallet karakteriseret ved produktion af landbrugsvarer, der sendtes til markedet på Manhattan over East River. I 1802 blev en stor del af området købt af en ejendomsudvikler, der kaldte området Williamsburgh, hvorefter området hurtigt blev bebygget og etableret som en egentlig by i 1827. Byen blev til City of Williamsburg i 1855 og kort efter samme år lagt under City of Brooklyn.
I perioden som en del af The City of Brooklyn oplevede Williamsburg en bemærkelsesværdig vækst indenfor industri, kultur og økonomi. Rige New Yorkere som Cornelius Vanderbilt og jernbane-magnaten Jubilee Jim Fisk byggede store palæer ved vandet og Charles Pratt grundlagde Pratt Institute og Astral Oil Works, der senere blev en del af Standard Oil. Den tyske immigrant, kemikeren Charles Pfizer grundlagde Pfizer Pharmaceutical i Williamsburg, hvor selskabet havde produktion helt frem til 2007.
Brooklyn blev i 1898 et af fem boroughs i New York City og Williamsburg blev yderligere integreret i New York City og åbningen af Williamsburg Bridge i 1903 indebar, store mængder immigranter og anden-generations amerikanere flyttede fra de overfyldte slumkvarterer på Manhattans Lower East Side til området. Den oprindeligt overvejende tyske befolkning blev således blandet op med bl.a. en stor jødisk befolkning. Williamsburg blev herefter hurtigt det tættest befolkede område i New York. Efter anden verdenskrig oplevede området en stor tilflytning fra europæiske jøder, der havde overlevet holocaust.
Med opbremsningen i industrialiseringen i 1960'erne lukkede mange virksomheder indenfor den tunge industri, og arbejdsløsheden voksede tillige med kriminalitet, narko etc. Mere velhavende beboere flyttede ud af området, der blev berygtet for sin kriminalitet og sociale problemer.

### Gentrificering
Billige huslejer i området var medvirkende til, at mange kunstnere flyttede til området i 1990'erne, og siden har området oplevet tilflytning udefra, og priserne er steget en del i området.